# Bolesław Mieszkowic

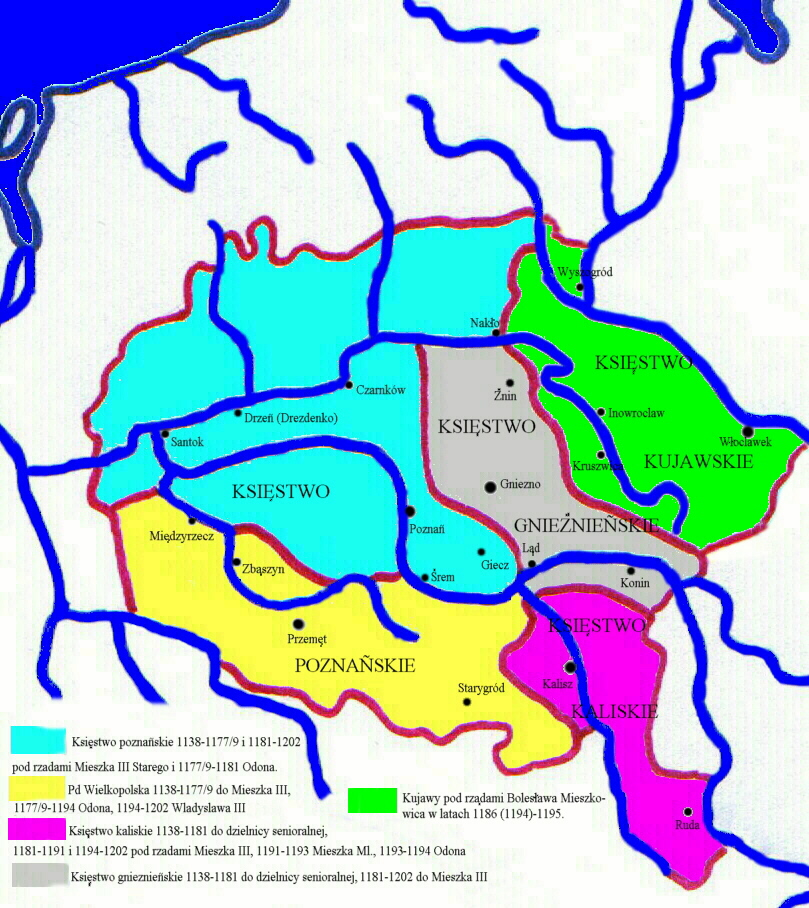
Wielkopolska za czasów Mieszka Starego

Bolesław Mieszkowic (kujawski) (ur. w 1159, zm. 13 września 1195 nad Mozgawą) – książę kujawski w latach 1186 lub 1194–1195.

## Okres młodości
Bolesław był trzecim pod względem starszeństwa synem Mieszka III Starego, najstarszym z jego drugiego małżeństwa z ruską księżniczką Eudoksją, prawdopodobnie córką wielkiego księcia kijowskiego Izasława II.
Bolesław od chwili swoich urodzin był kreowany na głównego następcę ojca w Wielkopolsce, działo się to zwłaszcza od momentu gdy Mieszko III został po śmierci Bolesława Kędzierzawego w 1173 księciem krakowskimi i zwierzchnim całej Polski.

## Bunt możnych
W 1177 rządy silnej ręki Mieszka III doprowadziły do wybuchu buntu możnych krakowskich, którzy przywołali na tron Kazimierza Sprawiedliwego. Jednocześnie do spisku przyłączył się też najstarszy syn księcia wielkopolskiego z pierwszego małżeństwa - Odon poznański, który poczuł się zagrożony w związku z faworyzowaniem przez Mieszka III dzieci z małżeństwa z Eudoksją. Bunt wybuchły w Wielkopolsce w 1177 lub 1179 całkowicie zaskoczył Mieszka, który był zmuszony ratować się ucieczką z Bolesławem i jego młodszym rodzeństwem Mieszkiem i Władysławem z kraju. Książę przez Racibórz, Czechy i Niemcy znalazł wówczas schronienie u swojego zięcia Bogusława I.

### Małżeństwo z Dobrosławą
Władzę nad Wielkopolską Mieszko III Stary, dzięki pomocy pomorskiej odzyskał w 1181. Książę nie wydzielił wówczas swoim dorosłym już synom dzielnic usiłując ich wciągnąć do własnych planów politycznych skupionych wokół kwestii odzyskania Krakowa. W tym też zapewne celu Bolesław został zeswatany z Dobrosławą córką księcia dymińskiego Kazimierza I (rodowód księżniczki nie jest zupełnie pewny, według innych była to córka księcia pomorskiego Racibora I).

## Objęcie władzy nad Kujawami
W 1186 zmarł nie pozostawiając następcy książę mazowiecki Leszek. Jego dzielnicę przejął wówczas najmłodszy brat Mieszka Starego Kazimierz Sprawiedliwy. Część historyków przypuszcza, że już w tym momencie część jego władztwa - Kujawy opanował Mieszko III Stary przekazując nowy nabytek w ręce syna Bolesława (drugim alternatywnym wyjściem jest opanowanie Kujaw dopiero w 1194 po śmierci Kazimierza Sprawiedliwego).

## Namiestnictwo krakowskie
Kolejną ważną datą w życiu Bolesława był rok 1191, kiedy ojciec księcia korzystając z zaangażowania Kazimierza Sprawiedliwego na Rusi zagarnął Kraków. Wtedy też z nieznanych przyczyn Mieszko Stary nie objął osobiście rządów w stolicy, tylko powierzył je Bolesławowi. Rządy Mieszkowica, jako namiestnika w Krakowie nie trwały zbyt długo, gdyż jeszcze w 1191 władzę nad stolicą Małopolski odzyskał Kazimierz Sprawiedliwy biorąc przy okazji bratanka do niewoli. Zwycięski władca postąpił jednak wtedy wspaniałomyślnie szybko wypuszczając Bolesława na wolność (źródła jednoznacznie nie informują, który z synów Mieszka III uczestniczył w tych wydarzeniach - równie dobrze mogło chodzić o Mieszka Młodszego).

## Wyprawa przeciw wojewodzie
5 maja 1194 zmarł książę krakowski Kazimierz II Sprawiedliwy zostawiając jako swoich następców dwójkę nieletnich synów. Nadarzającą się okazję do odzyskania władzy zwierzchniej próbował wykorzystać Mieszko Stary wyruszając w roku następnym wraz z synem Bolesławem, na czele oddziałów wielkopolskich i kujawskich przeciwko rządzącemu Małopolską w imieniu Leszka Białego i Konrada mazowieckiego, wojewodzie Mikołajowi.

## Śmierć księcia
Bolesław Mieszkowic zginął 13 września 1195 w bitwie nad Mozgawą "przeszyty dzidą". Został pochowany zapewne w kolegiacie św. Pawła Apostoła w Kaliszu.

## Rodzina

### Małżeństwo i potomstwo
Bolesław Mieszkowic z Dobrosławą miał prawdopodobnie dwoje lub troje dzieci:
- Wierzchosławę ? (ur. przed 1195, zm. 2 stycznia po 1212) – mniszkę w klasztorze norbertanek w Strzelnie, uważaną niekiedy za córkę Bolesława Kędzierzawego.
- Audację Małgorzatę (Eudoksję) (ur. najp. 1196, zm. 1270) – żonę Henryka I, hrabiego zwierzyńskiego,
- NN, córkę (ur. najp. 1196, zm. po 18 grudnia 1256) – żonę Jaksy I, pana na Choćkowie[3][4].

### Genealogia
| Bolesław III Krzywousty ur. 20 VIII 1086 zm. 28 X 1138 | Bolesław III Krzywousty ur. 20 VIII 1086 zm. 28 X 1138 |                                                               |                                                               | Salomea z Bergu ur. zap. 1099 zm. 27 VII 1144 | Salomea z Bergu ur. zap. 1099 zm. 27 VII 1144 |  |  | Izasław II ur. 1096 zm. 13 XI 1154 | Izasław II ur. 1096 zm. 13 XI 1154 |                                   |                                   | NN ur. ? zm. 1151 | NN ur. ? zm. 1151 |
|                                                        |                                                        |                                                               |                                                               |                                               |                                               |  |  |                                    |                                    |                                   |                                   |                   |                   |
|                                                        |                                                        |                                                               |                                                               |                                               |                                               |  |  |                                    |                                    |                                   |                                   |                   |                   |
|                                                        |                                                        | Mieszko III Stary ur. w okr. 1122–1125 zm. 13 lub 14 III 1202 | Mieszko III Stary ur. w okr. 1122–1125 zm. 13 lub 14 III 1202 |                                               |                                               |  |  |                                    |                                    | Eudoksja ur. ok. 1140 zm. po 1181 | Eudoksja ur. ok. 1140 zm. po 1181 |                   |                   |
|                                                        |                                                        |                                                               |                                                               |                                               |                                               |  |  |                                    |                                    |                                   |                                   |                   |                   |
|                                                        |                                                        |                                                               |                                                               |                                               |                                               |  |  |                                    |                                    |                                   |                                   |                   |                   |
|                                                        |                                                        |                                                               |                                                               |                                               |                                               |  |  |                                    |                                    |                                   |                                   |                   |                   |

|                                             |                                             | Dobrosława ur. przed 1177 zm. zap. po 1226 OO w okr. 1187–1189 | Dobrosława ur. przed 1177 zm. zap. po 1226 OO w okr. 1187–1189 | Bolesław Mieszkowic (kujawski) (ur. 1159, zm. 13 IX 1195) | Bolesław Mieszkowic (kujawski) (ur. 1159, zm. 13 IX 1195) |  |  |  |  |
|                                             |                                             |                                                                |                                                                |                                                           |                                                           |  |  |  |  |
|                                             |                                             |                                                                |                                                                |                                                           |                                                           |  |  |  |  |
|                                             |                                             |                                                                |                                                                |                                                           |                                                           |  |  |  |  |
| NN, córka ur. najp. 1196 zm. po 18 XII 1256 | NN, córka ur. najp. 1196 zm. po 18 XII 1256 | Audacja Małgorzata ur. najp. 1196 zm. 1270                     | Audacja Małgorzata ur. najp. 1196 zm. 1270                     | Wierzchosława? ur. przed 1195 zm. 2 I po 1212             | Wierzchosława? ur. przed 1195 zm. 2 I po 1212             |  |  |  |  |

## Literatura dodatkowa
- Zofja Kozłowska-Budkowa: Bolesław. W: Polski Słownik Biograficzny. T. 2: Beyzym Jan – Brownsford Marja. Kraków: Polska Akademia Umiejętności – Skład Główny w Księgarniach Gebethnera i Wolffa, 1936, s. 262. Reprint: Zakład Narodowy im. Ossolińskich, Kraków 1989, ISBN 83-04-03291-0